# بيتانغي
بيتانغي بلدية في ولاية ميناس جيرايس في المنطقة الجنوبية الشرقية من البرازيل.